# Ariel Turner
Ariel Turner (ur. 1 sierpnia 1991 w Highlands Ranch) – amerykańska siatkarka, grająca na pozycji przyjmującej. Od sezonu 2015/2016 występuje w niemieckiej Bundeslidze, w drużynie Schweriner SC.

## Sukcesy klubowe
Mistrzostwo Francji:
- 2014[3]

Mistrzostwo Niemiec:
- 2017
- 2016